# 劉大觀
刘大观（1753年—1834年），字正孚，号松岚，山东临清州邱县（今属河北）人。
七世祖刘嘉遇，是明万历癸丑（1613年）进士。刘曰燮之子。乾隆十九年生，五岁（1757年）其母姚氏卒。乾隆四十二年（1777年）丁酉拔贡，初授广西永福县令，乾隆四十八年，補天保县知县。乾隆五十六年，丁父忧。乾隆五十八年夏，与张东畲、潘奕隽游净慈寺。乾隆六十年五月，官奉天开原县知县，嘉庆元年（1796年）三月，任宁远州知州，與洪亮吉相識，嘉庆八年（1803年）升观察。后任山西河东道盐运使，为官有政声。嘉庆十五年，劾奏山西巡抚初彭龄“任性乖张，不学无术。”官至山西布政使。晚年寓居怀庆府，與高鹗的内弟张问陶、张问陶姐夫林芬以及袁继刚等人友好，嘉庆二十五年，编修《邱县刘氏族谱》。道光十四年（1834年）三月二十三日，终老於王屋山。著有《玉磬山房诗集》十三卷，《文集》四卷。